# Villa La Favorita (Firenze)
Villa La Favorita o di Massapagani si trova in via del Portico 13 in zona Galluzzo, a Firenze.

## Storia
Costruita per i Giugni in posizione panoramica, è circondata da un giardino e un vasto parco. Per molti anni ha ospitato un Istituto delle Suore elisabettine, che assisteva gli anziani, mentre da poco è passata in mani private.

## Architettura
La facciata seicentesca presenta sopra il portale lo stemma dei Giugni, coi tre zoccoli di cavallo. Il portone ad arco è sormontato da un terrazzino, dove si apre il portone col timpano circolare spezzato che ospita lo stemma. 
Il parco si estende verso ovest ed arriva fino a via Senese.

## Interno
L'interno ospita una prima sala in stile neogotico, con affreschi che mostrano il paesaggio attorno alla villa, come doveva presentarsi a fine del XIX secolo. Al primo piano tre saloni presentano affreschi del XVIII secolo, una con finte nicchie e statue, una con paesaggi e una infine con storie bibliche: Loth e le figlie, Visione di Giacobbe, Giuseppe venduto come schiavo e Iefe che torna vittorioso dalla guerra contro gli ammoniti; alcuni riquadri a monocromo hanno poi Virtù e altre storie bibliche, quali il Sacrificio di Isacco, Mosè salvato dalle acque, le Figlie di Ietro e il Roveto ardente.